# Phytometra aurantiacus
Phytometra aurantiacus là một loài bướm đêm trong họ Erebidae.